# ماتيو روميرو
ماتيو روميرو هو ملحن بلجيكي، ولد في 1575 في لياج في بلجيكا، وتوفي في 10 مايو 1647 في مدريد في إسبانيا.

## وصلات خارجية
- ماتيو روميرو على موقع ميوزك برينز (الإنجليزية)
- ماتيو روميرو على موقع ديسكوغز (الإنجليزية)